# Navarajpur
Navarajpur – gaun wikas samiti we wschodniej części Nepalu w strefie Sagarmatha w dystrykcie Siraha. Według nepalskiego spisu powszechnego z 2001 roku liczył on 1244 gospodarstw domowych i 7381 mieszkańców (3573 kobiet i 3808 mężczyzn).